# Leyes de Gossen
Las leyes de Gossen son tres leyes elaboradas por el economista alemán Hermann Heinrich Gossen, expuestas en su libro, Desarrollo de las leyes del intercambio entre los hombres (en alemán Die Entwickelung der Gesetze des menschlichen Verkehrs, und der daraus fließenden Regeln für menschliches Handeln), publicado en 1854. Su teoría del consumo es considerada la primera basada en el concepto del marginalismo.
Lo más significativo de este autor son las dos primeras leyes relativas a la utilidad:
- Primera ley de Gossen (ley de la utilidad marginal decreciente): la satisfacción suplementaria (utilidad marginal) derivada del consumo de un bien disminuye conforme va aumentando la cantidad consumida de dicho bien.
- Segunda ley de Gossen (ley de la igualdad de las utilidades marginales ponderadas): Un consumidor maximiza su satisfacción al asignar su presupuesto entre diferentes bienes de manera que la relación entre la utilidad marginal de cada bien y su precio sea la misma para todos los bienes.
- Tercera ley de Gossen: La escasez es una condición previa para el valor económico.

Las teorías de este autor pasaron desapercibidas en su momento, hasta que William Stanley Jevons las difundió.